# Förtroendearbetstid
Förtroendearbetstid eller förtroendetid, arbetstidsreglering som innebär att arbetsgivaren inte systematiskt kontrollerar den faktiska arbetade tiden, eller tvingar den anställde att jobba ett exakt antal timmar i veckan. Det är istället upp till den anställde själv att utföra det arbete som hans/hennes tjänst kräver. En person som är anställd enligt denna arbetstidsreglering har ofta även följande förändringar inskrivna i sina anställningsavtal:
- Obetald övertid
- Obetald restid
- En veckas extra semester

## Reglering av förtroendearbetstid
I avtalsrörelsen 2010 kom Arbetsgivarverket, Seko och Saco-S överens om att ta fram en gemensam information om förtroendearbetstid. Denna information finns tillgänglig på Arbetsgivarverkets webbplats och reglerar hur förtroendearbetstid ska användas inom deras avtalsområde. 